# Neuseeländische Cricket-Nationalmannschaft in Pakistan in der Saison 1964/65
Die Tour der neuseeländischen Cricket-Nationalmannschaft nach Pakistan in der Saison 1964/65 fand vom 27. März bis zum 14. April 1965 statt. Die internationale Cricket-Tour war Bestandteil der Internationalen Cricket-Saison 1964/65 und umfasste drei Tests. Pakistan gewann die Serie 2–0.

## Vorgeschichte
Neuseeland spielte zuvor eine Tour in Indien. Davor fand eine Tour Pakistans in Neuseeland statt.

## Stadien
Die folgenden Stadien wurden für die Tour als Austragungsort vorgesehen.
| Stadion           | Stadt      | Kapazität | Spiele  |
| ----------------- | ---------- | --------- | ------- |
| National Stadium  | Karachi    | 34.228    | 3. Test |
| Lahore Stadium    | Lahore     | 60.000    | 2. Test |
| Pindi Club Ground | Rawalpindi | 15.000    | 1. Test |

## Kaderlisten
Die Mannschaften benannten die folgenden Kader.
| Test | Test |
| Pakistan | Neuseeland |
| --- | --- |
| - Hanif Mohammad (K) - Asif Iqbal - Intikhab Alam - Javed Burki - Majid Khan - Mohammad Farooq - Mohammad Ilyas - Naushad Ali (wk) - Pervez Sajjad - Saeed Ahmed - Salahuddin | - John Reid (K) - Frank Cameron - Richard Collinge - Bevan Congdon - Artie Dick (wk) - Graham Dowling - Terry Jarvis - Ross Morgan - Dick Motz - Vic Pollard - Barry Sinclair - Bert Sutcliffe - Bruce Taylor - Bryan Yuile |

## Tests

### Erster Test in Rawalpindi
| 27. – 30. März Scorecard | Rawalpindi (PCG) | Neuseeland 175 (56.5) & 79 (47)                | – | Pakistan 318 (116.3) |
|                          |                  | Pakistan gewinnt mit einem Innings und 64 Runs |   |                      |

Pakistan gewann den Münzwurf und entschied sich als Feldmannschaft zu beginnen.

### Zweiter Test in Lahore
| 2. – 7. April Scorecard | Lahore | Pakistan 385-7d (167) & 194-8d (77) | – | Neuseeland 482-6d (209) |
|                         |        | Remis                               |   |                         |

Neuseeland gewann den Münzwurf und entschied sich als Feldmannschaft zu beginnen.

### Dritter Test in Karachi
| 9. – 14. April Scorecard | Karachi | Neuseeland 285 (103) & 223 (99.4) | – | Pakistan 307-8d (121) & 202-2 (60) |
|                          |         | Pakistan gewinnt mit 8 Wickets    |   |                                    |

Neuseeland gewann den Münzwurf und entschied sich als Schlagmannschaft zu beginnen.